# Big Jump
De Big Jump is een internationale ecologische ludieke actie die jaarlijks plaatsvindt om de povere waterkwaliteit van rivieren en waterlopen onder de aandacht van een breed publiek te brengen. Op verschillende plaatsen in Europa springen mensen op dat moment gelijktijdig in rivieren, vijvers en kanalen om de vraag naar proper en gezond (zwem)water kracht bij te zetten.

## Ontstaan
De actie ontstond in Duitsland aan de oevers van de Elbe. Deze rivier vormde tot 1990 een deel van de grens tussen Oost- en West-Duitsland en was op dat moment de meest vervuilde rivier van Europa. Na de Duitse hereniging van 1990 werden grote inspanningen ondernomen om de waterkwaliteit te verbeteren, met resultaat. Om deze onderneming te steunen sloegen verschillende milieubewegingen de handen ineen voor een ludieke actie, waarbij duizenden mensen tegelijk in de vervuilde rivier zouden duiken. Men wenste dat de rivier tegen 2015 zo proper zou zijn dat iedereen er weer veilig in zou kunnen zwemmen. Dit is namelijk ook de streefdatum die de "Europese Kaderrichtlijn Water" aan de EU-lidstaten oplegt om de waterkwaliteit van de oppervlaktewateren in orde te brengen.
Op 14 juli 2002 werd de Erste Internationale Elbe-Badetag gehouden. Die dag sprongen 100.000 mensen tegelijk in de rivier op 55 verschillende plaatsen van de bron tot de monding. De volgende jaren werden voorbereidingen getroffen voor een grote internationale actie in 2005 en vonden kleinere acties plaats.
Op 17 juli 2005 ging de Zweite Internationale Elbe-Badetag door en werd de Big Jump voor het eerst op Europese schaal georganiseerd. In meer dan twintig landen sprongen mensen tijdens officiële en spontane acties in het water. In 2006, 2007, 2008 en 2009 vonden kleinere acties plaats in de aanloop naar de volgende grote Big Jump van 2010.

## België
Op zondag 16 juli 2006 vond de Big Jump in Vlaanderen plaats in Brussel, Temse, Lier, Ninove en Gent. Onder de zwemmers in de Gentse Coupure bevonden zich onder andere zanger Luc De Vos en Groen!-voorzitster Vera Dua. Ook in Wallonië sprongen actievoerders in meren en rivieren.
De Big Jump 2007 (op zondag 15 juli) vond in Vlaanderen plaats in Kortrijk, Leuven, Gent, Deurne en Meeswijk. Alle Vlaamse provincies waren dus vertegenwoordigd.
De Big Jump 2008 vond plaats op zondag 6 juli 2008 in Diksmuide (IJzer), Kortrijk (Kanaal Bossuit-Kortrijk), Gent (Portus Ganda), Kasterlee (Kleine Nete), Ninove (Dender), Wetteren (Molenbeek) en Heverlee (Dijle).
De Big Jump 2009 vond plaats op 12 juli 2009 in Diksmuide (IJzer), Kortrijk (Kanaal Bossuit-Kortrijk), Gent (Portus Ganda), Machelen (Oude Leie), Ninove (Dender), Kasterlee (Kleine Nete), Wetteren (Molenbeek), Aarschot en Heverlee (Dijle).
De Big Jump 2010 vond plaats op 11 juli 2010 in Hoogstraten (Meersel-Dreef), Kasterlee, Mechelen, Dilsen-Stokkem, Kiewit (Hasselt), Dendermonde, Gent "Portus Ganda", Machelen - Zulte, Ninove, Wachtebeke, Wetteren (Massemen), Betekom, Heverlee (Leuven), Westhoek en Kortrijk. Verder waren er in Wallonië ook 12 Big Jumps.
In 2012 vond de Big Jump plaats op 33 locaties op 8 juli: 12 in Wallonië en 21 in Vlaanderen. Deze vinden plaats in Hoogstraten (Meersel-Dreef), Kasterlee, Mechelen,Vorselaar, Brussel/Anderlecht, Diepenbeek, Aalst, Dendermonde, Gent, Ninove, Sint-Laureins, Wachtebeke, Wetteren, Zwalm, Betekom, Heverlee (Leuven), Overijse, Westhoek (grens Diksmuide, Houthulst, Lo-Reninge), Kortrijk en Oostende.
In 2013 vond de Big Jump plaats op 14 juli.
In 2014 vond de Big Jump plaats op 13 juli.
Het evenement wordt gecoördineerd door het European River Network en GoodPlanet Belgium (voormalig GREEN vzw (Global Rivers Environmental Education Network)) en werkt op de lokale springlocaties samen met actoren zoals Natuurpunt en Bond Beter Leefmilieu.

## Nederland
De Stichting Reinwater organiseerde een eerste Big Jump in 2005 in de recreatieplas Delftse Hout. In 2007 werd er gezamenlijk met de Belgen gesprongen in de Maas ter hoogte van Berg aan de Maas. Sindsdien is de Big Jump in Nederland groeiende. In 2010 deden vele honderden mensen mee, op locaties door het hele land. In 2011 werd er op 10 juli gesprongen. 
In 2014 werd op 13 juli in Limburg gesprongen in de Maas bij Roosteren. Organisator was de Limburgse Milieufederatie.